# Curling under vinter-OL 2022
Curlingkonkurrencerne ved vinter-OL 2022 er planlagt til at blive afholdt fra den 2. til den 20. februar.

## Baggrund
Curling er på det olympiske program for ottende gang og for anden gang konkurreres der også i mixed double, udover de to traditionelle konkurrencer for herrer og damer.
Følgende nationer er kvalificeret til curlingkonkurrencerne ved vinter-OL 2022. De sidste tre herre- og damehold samt to mixed doublehold findes ved en kvalifikationskonkurrence i december 2021.
| Nationer                  | Herrer | Damer | Mixed |
| Kina                      | 5      | 5     | 2     |
| Canada                    | 5      | 5     | 2     |
| Schweiz                   | 5      | 5     | 2     |
| Sverige                   | 5      | 5     | 2     |
| Ruslands Olympiske Komité | 5      | 5     | -     |
| USA                       | 5      | 5     | -     |
| Storbritannien            | 5      | -     | 2     |
| Danmark                   | -      | 5     | -     |
| Norge                     | -      | -     | 2     |
| Italien                   | -      | -     | 2     |
| Tjekkiet                  | -      | -     | 2     |

## Turneringsprogram
Curlingturneringen starter to dage før åbningen af selve legene og kvindernes finale afholdes på afslutningsdagen. Curling har således konkurrencer hver dag under hele OL.

## Medaljeoversigt

### Medaljefordeling efter land
| Rank              | Nation            | Guld | Sølv | Bronze | Total |
| ----------------- | ----------------- | ---- | ---- | ------ | ----- |
| 1                 | Storbritannien    | 1    | 1    | 0      | 2     |
| 2                 | Sverige           | 1    | 0    | 2      | 3     |
| 3                 | Italien           | 1    | 0    | 0      | 1     |
| 4                 | Japan             | 0    | 1    | 0      | 1     |
| 4                 | Norge             | 0    | 1    | 0      | 1     |
| 6                 | Canada            | 0    | 0    | 1      | 1     |
| Total (6 nations) | Total (6 nations) | 3    | 3    | 3      | 9     |

### Medaljer
| Event  | Guld                                                                                            | Sølv                                                                                         | Bronze                                                                                         |
| ------ | ----------------------------------------------------------------------------------------------- | -------------------------------------------------------------------------------------------- | ---------------------------------------------------------------------------------------------- |
| Herrer | Sverige · Niklas Edin · Oskar Eriksson · Rasmus Wranå · Christoffer Sundgren · Daniel Magnusson | Storbritannien · Bruce Mouat · Grant Hardie · Bobby Lammie · Hammy McMillan Jr. · Ross Whyte | Canada · Brad Gushue · Mark Nichols · Brett Gallant · Geoff Walker · Marc Kennedy              |
| Damer  | Storbritannien · Eve Muirhead · Vicky Wright · Jennifer Dodds · Hailey Duff · Mili Smith        | Japan · Satsuki Fujisawa · Chinami Yoshida · Yumi Suzuki · Yurika Yoshida · Kotomi Ishizaki  | Sverige · Anna Hasselborg · Sara McManus · Agnes Knochenhauer · Sofia Mabergs · Johanna Heldin |
| Mixed  | Italien · Stefania Constantini · Amos Mosaner                                                   | Norge · Kristin Skaslien · Magnus Nedregotten                                                | Sverige · Almida de Val · Oskar Eriksson                                                       |